# Eli Broad

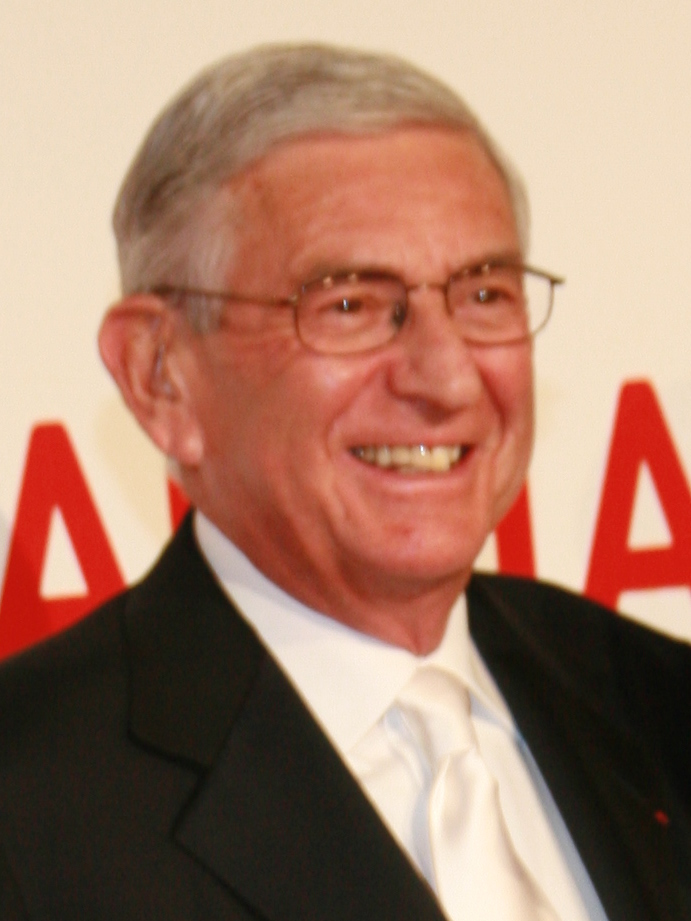
Eli Broad (2008)

Eli Broad (* 6. Juni 1933 in Detroit, Michigan; † 30. April 2021 in Los Angeles, Kalifornien) war ein US-amerikanischer Milliardär.

## Laufbahn
Broad wurde als das Kind litauischer Juden in Michigan geboren und erwarb 1954 seinen Abschluss an der University of Michigan in Buchhaltung und Ökonomie. Im selben Jahr heiratete der 21-jährige Broad die 18-jährige Edythe „Edye“ Lawson. Er arbeitete in verschiedenen Jobs und gründete schließlich 1956 das Wohnungsbauunternehmen Broad and Kaufman, welches zuerst Wohnungen im Großraum Detroit baute, später jedoch seinen Sitz nach Arizona verlegte. 1971 erwarb Broad die Sun Life Insurance Company of America, eine 1890 in Baltimore gegründete Versicherungsgesellschaft in Familienbesitz, für 52 Millionen Dollar. Broad verwandelte Sun Life in das Altersvorsorgeunternehmen SunAmerica. SunAmerica ging 1989 an die Börse, wobei Broad ein Anteil von 42 % verblieb. Im Jahr 1998 verkaufte er SunAmerica nach dreiwöchigen Geheimverhandlungen für 17,8 Milliarden Dollar an die American International Group (AIG). Broad blieb bis 1999 CEO von SunAmerica und verließ das Unternehmen, um sich ganz der Philanthropie zu widmen. 

## Philanthrop
Broad galt als Philanthrop und war bekannt für seine Kunstsammlung mit nahezu 2000 Werken moderner und zeitgenössischer Kunst. Er gründete die Broad Art Foundation und stiftete das Broad Contemporary Art Museum als Teil des Los Angeles County Museum of Art sowie das 2015 eröffnete Kunstmuseum The Broad. Er stellte 2004 das Vermögen für die Gründung des Broad Institute zur Verfügung, einer der weltweit führenden biomedizinischen Forschungseinrichtungen, welche seinen Namen trägt. Eli Broad und seine Frau Edythe stifteten der Einrichtung hunderte Millionen Dollar.
Ab 2001 war er Mitglied in der American Academy of Arts and Sciences.
Ab 2010 wurde an der Michigan State University in Lansing, Michigan durch die Architektin Zaha Hadid ein weiteres Museum – das Eli and Edythe Broad Art Museum – geplant, das der Sammlung der Universität mit Werken ab der Antike und Wechselausstellungen Platz bieten soll. Das Museum steht seit 2012 der Öffentlichkeit zur Verfügung.

## Vermögen
Broad hielt zuletzt Platz 42 auf der Forbesliste der reichsten Menschen Amerikas. Sein auf vier bis sechs Milliarden US-Dollar geschätztes Privatvermögen verdiente er mit Häuserbau und Versicherungen.